# Andy Votel
 (juin 2014).
Si vous disposez d'ouvrages ou d'articles de référence ou si vous connaissez des sites web de qualité traitant du thème abordé ici, merci de compléter l'article en donnant les références utiles à sa vérifiabilité et en les liant à la section « Notes et références ».
Originaire de Manchester, Andrew Shallcross alias Andy Votel dirige le label Twisted Nerve Records avec son ami singer/songwriter Badly Drawn Boy. Ce label indépendant produit notamment divers groupe de rock tel que Alfie, Badly Drawn Boy mais aussi des groupes electro-trip-hop comme Andy Votel, The Valentine Project et bien d'autres encore…
En plus de ses activités musicales il est aussi graphiste, producteur et réalisateur.

## Discographie
À son actif, 2 albums, 3 singles et 22 remixes (Death In Vegas, Lamb, Texas). Son premier album sorti en 2000 "Styles of the unexpected" reçu d'excellentes critiques au sein de l'underground musical et de la presse bien qu'il soit passé inaperçu dans les charts… De cet opus, nait le single "Girl On a Goped" (duo avec Jane Weaver) tinté de funk et de Jazz psychédéliques. D'autres chansons comme Urbanite rocks alternant phase électro et rock montre l'éclectisme dont fait preuve Andy Votel et qui lui permettra d'être un pilier dans la scène Underground mancunienne.
Sorti en 2002, son deuxième album "All Ten Fingers" mélange electro-pop, rock, Funk, Jazz, trip-hop. Il accroit ses collaborations en invitant quelques voix iconoclastes choisies parmi la crème de l'underground mancunienne (Sam Lynham chanteur de Gramme, Tracy Elizabeth, Malcolm Mooney du groupe Can), mais aussi des instrumentaux à l'atmosphère psychédélique un peu années 1960 ou funk, sortis de l'imaginaire débridé et en ébullition de cet artiste multicarte et touche-à-tout…

### Albums
- Styles of the Unexpected (Twisted Nerve Records, 2000)
- All Ten Fingers (Twisted Nerve Records, 2002)

### Singles
- If Six Was Nine (12", Grand Central Records, 1996)
- Sluts Small (7", Sluts Small, 1999)
- Whirlpool (Twisted Nerve Records)
- The Amazing Transplant EP - with Cherrystones (12", Stark Reality, 1999)
- Girl On A Go-ped / Return Of The Spooky Driver (Twisted Nerve Records)
- Girl On A Go-ped (Remix) (Twisted Nerve Records)
- I wish i was a pirate (Twisted Nerve Records, 1997)

### Compilations
- Music To Watch Girls Cry (2003)
- Folk Is Not a Four Letter Word (2005)
- Vertigo Mixed (2005)
- Songs In The Key Of Death (2005)
- Songs Of Insolence (2005)
- Welsh Rare Beat (2005)
- Prog Is Not a Four Letter Word (2006)